# 太田芳枝
太田 芳枝（おおた よしえ、旧姓：浜、1942年9月1日 - ）は、日本の元労働官僚。旧労働省婦人局が改組なった女性局の初代局長。

## 来歴・人物
1995年6月、松原亘子に次いで婦人局長に就任した。同局は在任中、女性局と改称され、同局長ポストを合わせて3年ほど務めた。松原に次ぐ二人目の女性次官に就任するチャンスもあったが、男女雇用機会均等法、育児休業法及び介護休業法（現在の育児介護休業法）の改定作業など、雇用における男女間の機会均等や女性の均等な待遇確保といった格差是正の諸施策が山積みとして立ち塞がり難しい立場にあった。1998年、女性局長を最後に退官した。
入省同期では、労政関係全般に強いと云われていた伊藤庄平元労働事務次官や、長勢甚遠元法務大臣などがいる。

## 略歴
- 1961年3月 東京都立日比谷高等学校卒業
- 1966年3月 慶應義塾大学経済学部卒業
- 1966年4月 労働省入省
- 1975年10月 山形労働基準局賃金課長
- 1985年4月 大阪婦人少年室長
- 1987年3月 労働省婦人局婦人政策課長
- 1990年7月 労働大臣官房政策調査部総合政策課長
- 1991年12月 石川県副知事
- 1994年7月 労働大臣官房政策調査部長
- 1995年6月 労働省婦人局長
- 1997年10月 労働省女性局長（名称変更）
- 1998年6月 労働省退官
- 1998年7月 財団法人二十一世紀職業財団理事長
- 2002年6月 目黒区男女共同参画オンブーズ
- 2003年2月 芝浦工業大学評議員
- 2003年10月 東京都公安委員会委員
- 2005年3月 プロ野球有識者懇談会メンバー
- 2005年6月 宝ホールディングス社外監査役
- 2005年7月 財団法人二十一世紀職業財団顧問
- 2007年6月 日立製作所社外取締役（指名委員、監査委員）
- 2016年4月 春の叙勲で瑞宝中綬章を受章[3]。

他に財団法人国際労働財団理事、財団法人厚生問題研究会理事、財団法人浩志会評議員、認定特定非営利活動法人救急ヘリ病院ネットワーク理事、慶應義塾評議員等も務める。